# 石川浩大
石川 浩大（いしかわ こうた）は、日本の実業家。株式会社リュエル代表取締役社長。
世界四大コレクションでは多くのファッションショーを手掛け、現地エージェントと日本のモデル事務所のパイプも担っている。
フランスのカンヌ出身。
工学博士で電気学会元会長の尾出和也が祖父にあたり、Youtuberのカリスマブラザーズのジロ―が母方の従兄弟にあたる。

## 略歴
2001年、全国高等学校バスケットボール選手権大会で神奈川県のMVP受賞。
2003年、青山学院大学理工学部に入学。
2005年、アメリカのロサンゼルスで開催されたダンスの世界大会「VIBE Dance Conpetition」で準グランプリを受賞し、注目を集める。同年、スタンフォード大学経営学部に編入、2008年卒業。
2008年、日本に帰国後、一般企業に就職。個人事業主としてもSNSを活用したアパレルブランドのPRを開始。
2010年、株式会社リュエル設立。
2014年、パリコレクションの空間プロデュース、キャスティング仲介に参入。
2015年にフランスのパリ、2018年にアメリカのニューヨークに支社を設立し、活動の幅を世界に広げる。
2021年、ファッション業界へのデジタル化貢献が認められ、フランス政府より「l'Industrie Grand Ouest, les Trophées」を受賞。
2022年、フランス大手 Bureau Betak社と業務提携。

### ダンサーとして
中学時代マイケル・ジャクソンにインスピレーションを受け、ストリートダンスを始める。
青山学院大学在学時にツインダンスユニット「AZURE」としてナイトクラブ等で活動。
相方はBeatBuddyBoiのTOYOTAKA。

### 私生活
日本の大学時代は雑誌の編集部でバイトする傍ら、自身も読者モデルや広告モデルとして活動。
その際に出会ったファッション業界の顔役たちに影響を受け、日本のファッション市場活性化を掲げてPR会社を起業。
交友関係が広く、経済界の大物たちや俳優の山田孝之、女優兼モデルの新木優子らとも親交が深い。

## 雑誌掲載歴
- Smart
- Gainer
- CanCam
- JJ Bis

ほか